# دهستان تسیرانگ دانگرا
دهستان تسیرانگ دانگرا (به لاتین: Tsirang Dangra Gewog) یک دهستان در کشور بوتان است که در ناحیهٔ تسیرنگ واقع شده‌است.